# Lijst van burgemeesters van Zuidplas
Dit is een lijst van burgemeesters van de Nederlandse gemeente Zuidplas in de provincie Zuid-Holland sinds haar ontstaan op 1 januari 2010 bij de fusie van de gemeenten Moordrecht, Nieuwerkerk aan den IJssel en Zevenhuizen-Moerkapelle.
| Ambtsperiode | Naam burgemeester     | Partij of stroming | Bijzonderheden |
| ------------ | --------------------- | ------------------ | -------------- |
| 2010 - 2010  | André (A.F.) Bonthuis | PvdA               | waarnemend     |
| 2010 - 2019  | Gert-Jan Kats         | SGP                |                |
| 2019 - 2019  | Servaas Stoop         | SGP                | waarnemend     |
| 2019 - heden | Han Weber             | D66                |                |